# Sadelmakartorp

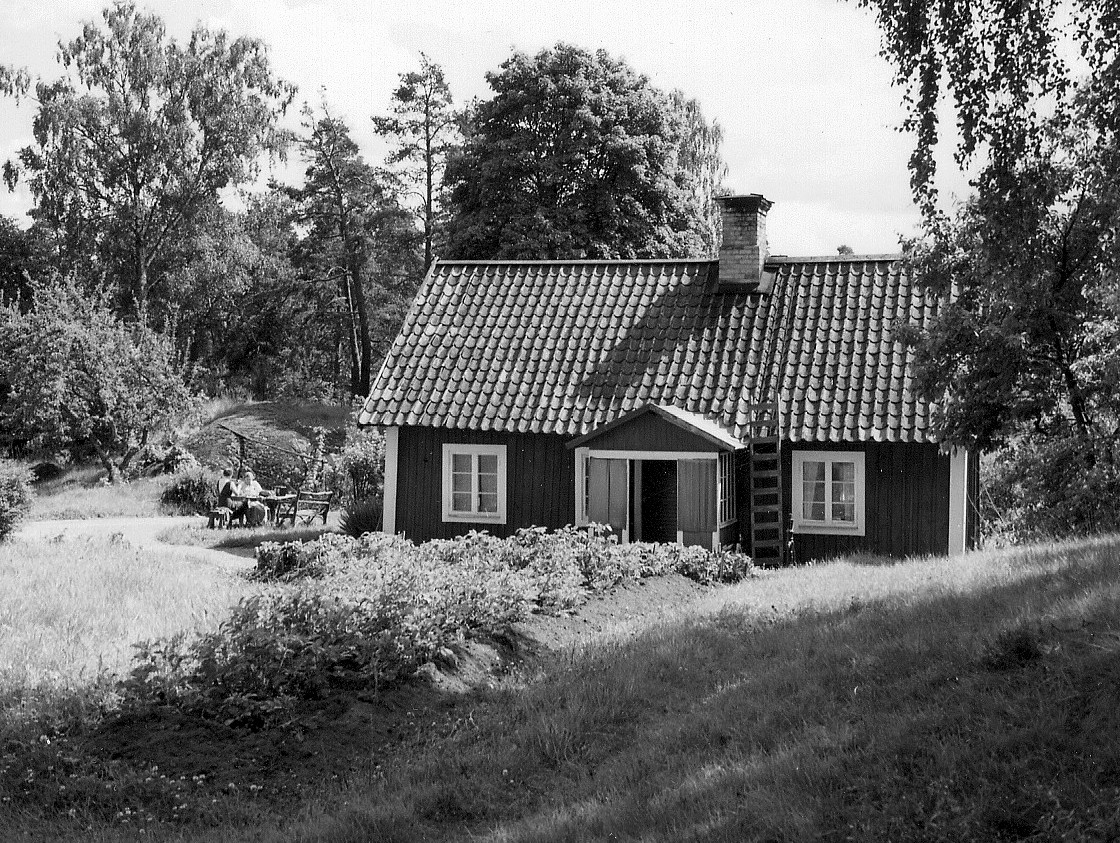
Sadelmakartorpet 1962.

Sadelmakartorp (även  Salmakartorp och Grindtorp, ej att förväxla med Vårby grindstuga) var ett torp i nuvarande Vårby i nordvästra delen av Huddinge kommun. Torpet har rötter från 1600-talets slut och fungerade som skolhus efter 1860. Torpstugan revs 1978.

## Historik

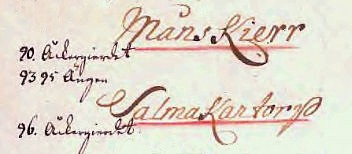
Beteckningen 1703.

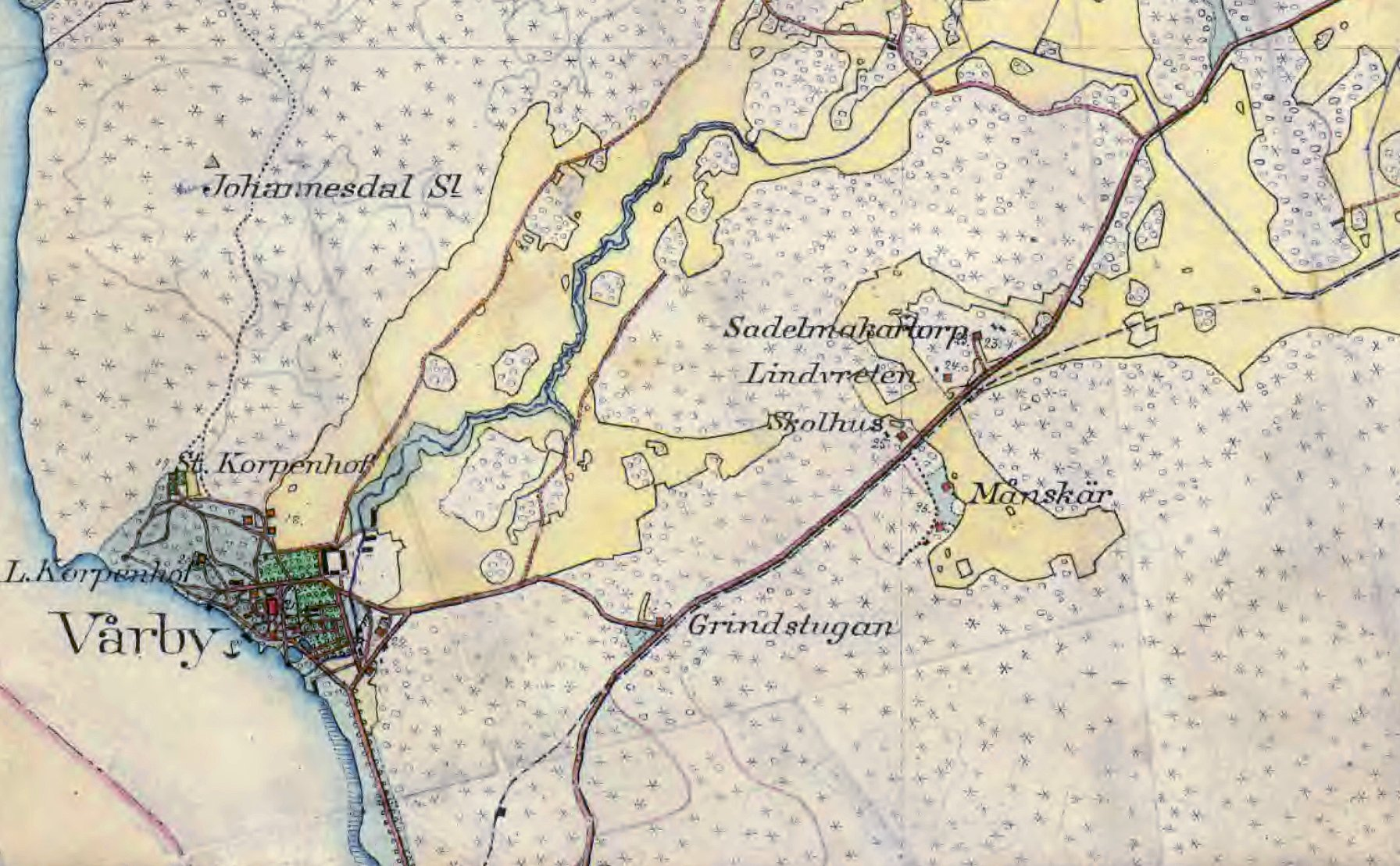
Sadelmakartorp på häradskartan, 1901.

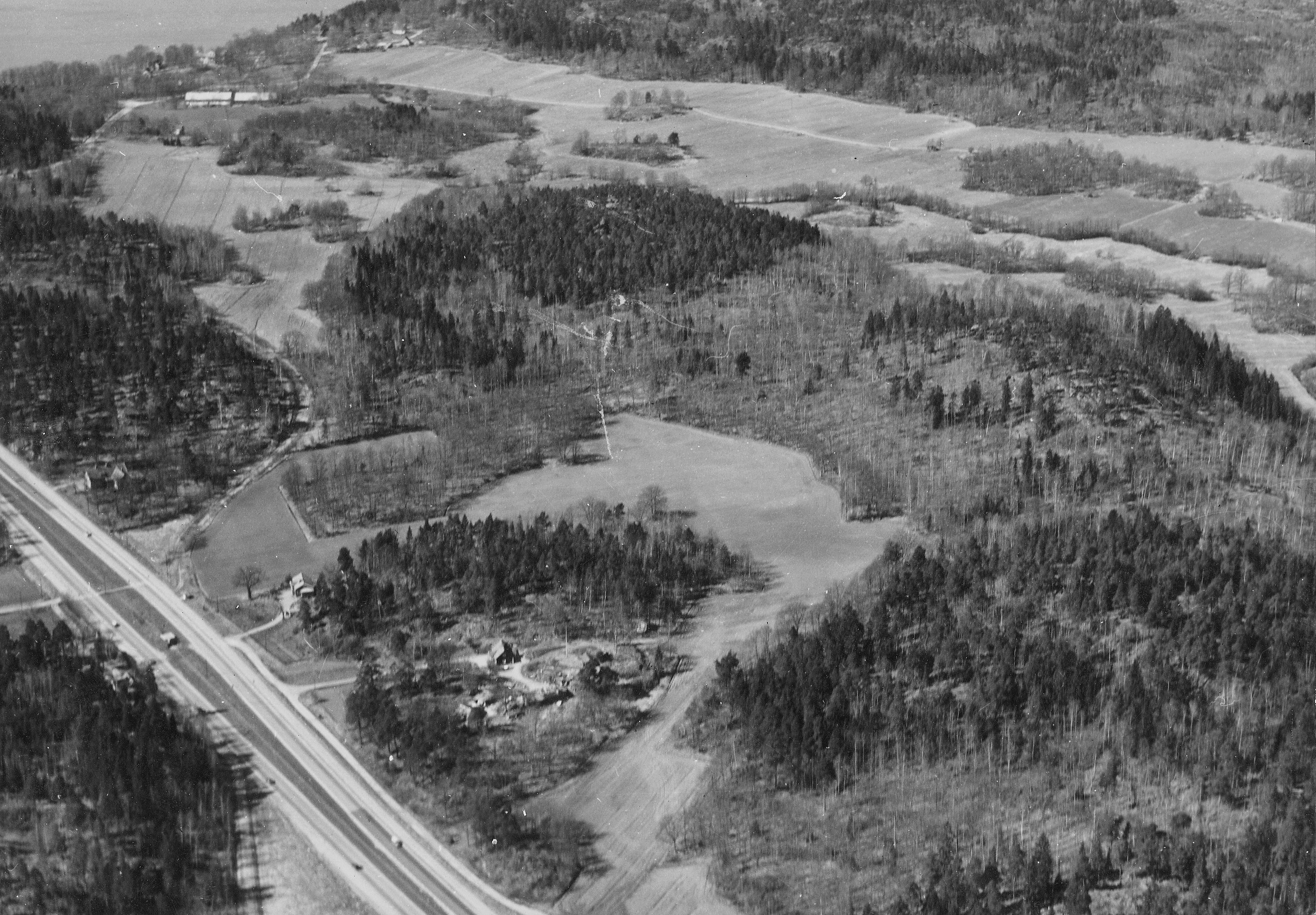
Sadelmakartorpets omgivning 1961. Nere till vänster skymtar Södertäljevägen.

Platsen var bebyggd redan på 1600-talets slut med ett torp som lydde under säteriet Vårby gård. Enligt bevarade handlingar bodde krymplingen Anders Andersson här år 1689. Sadelmakartorpet var ett av flera torp längs Södertäljevägen som då var Stockholms viktigaste och nyanlagda färdväg söderut. Norr och söder om Södertäljevägens sträckning genom Vårbys ägor fanns förutom Sadelmakartorpet bland annat torpen Lindvreten och Månskär. Lite längre söderut låg Vårby grindstuga (vid infarten till Vårby gård), Salmakartorp och Snickarkrogen. Längre norrut märks bland annat Altartorp och Segerstorp (Segeltorp). 
På en karta 1703 nämns torpet som Salmarkartorp och i jordeboken från 1749 anges det som frälse under Vårby säteri. I en värdering tillsammans med torpet Lindvreten nämns ett halmtaksförsett timmerhus med åtta bås och stall med fyra spiltor, i en annan byggnad fanns plats för svinen. Den siste torparen, tillika nämndeman, var Johan Hansson, född 1816, och hans hustru Charlotta, född 1814. Som tjänstefolk har de en piga och en dräng.
År 1860 upphörde Sadelmakartorp som torp och blev Vårbys första skola. Lärarinnan Charlotta Falk undervisade upp till 30 barn fem timmar om dagen (se Vårby skola). Torpet var samtidigt bostad för inhysta fattighjon. Ladugården användes för sitt ursprungliga syfte fram till 1950-talet. På 1930-talet stod Stockholms stad som ägare till Sadelmakartorp. De sista invånarna var skogvaktaren Karl Lundström och hans son Herman. Båda slutade sina dagar på Sadelmakartorp. Herman Lundström avled den 3 februari 1976. Torpstugan revs 1978.

## Nutid
På platsen, en sluttning från Skärholmsvägen ner till motorvägen E4/E20  norr om trafikplats Lindvreten, berättar äldre husgrunder, en vägbank och fruktträd om den tidigare bebyggelsen. Enligt en beslutat detaljplan kommer en ny bensin- och servicestation för Statoil uppföras här. Bensinstationen kommer att ersätta Statoils anläggning i Skärholmen som inte kan finnas kvar vid en utbyggnad av Förbifart Stockholm. Målet är att en ny station ska kunna tas i drift hösten 2013. Huddinge kommun underlättar genom den föreslagna detaljplanen, genomförandet av arbetsplanen för Förbifart Stockholm. I samband med miljökonsekvensbeskrivningen för Förbifartens arbetsplan genomförde Stockholms läns museum år 2008 en särskild arkeologisk utredning beträffande lämningar efter två torp; Grindtorp/Sadelmakartorp i öster och Lindvreten i väster.

## Nutida bilder

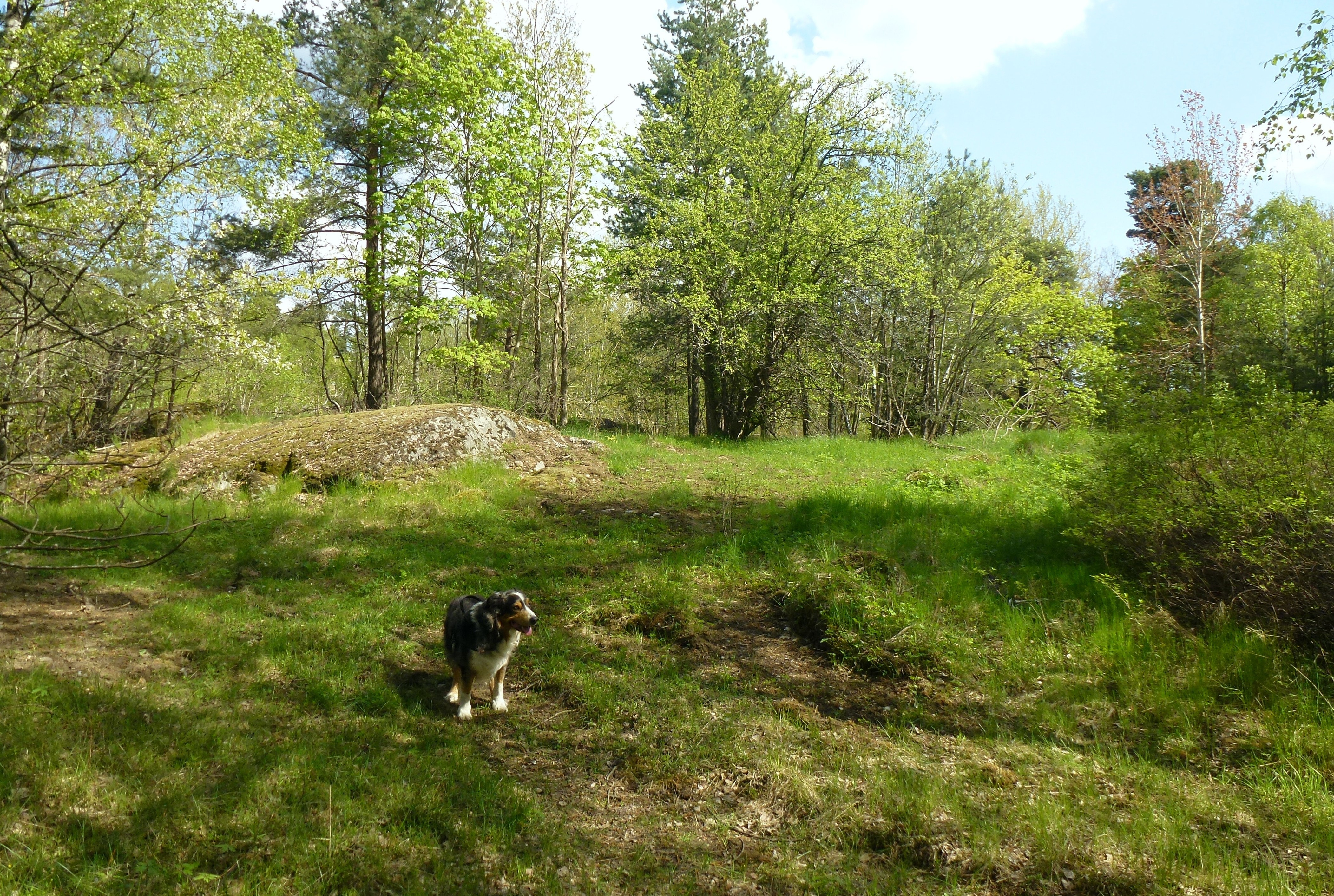
Platsen där torpet stod
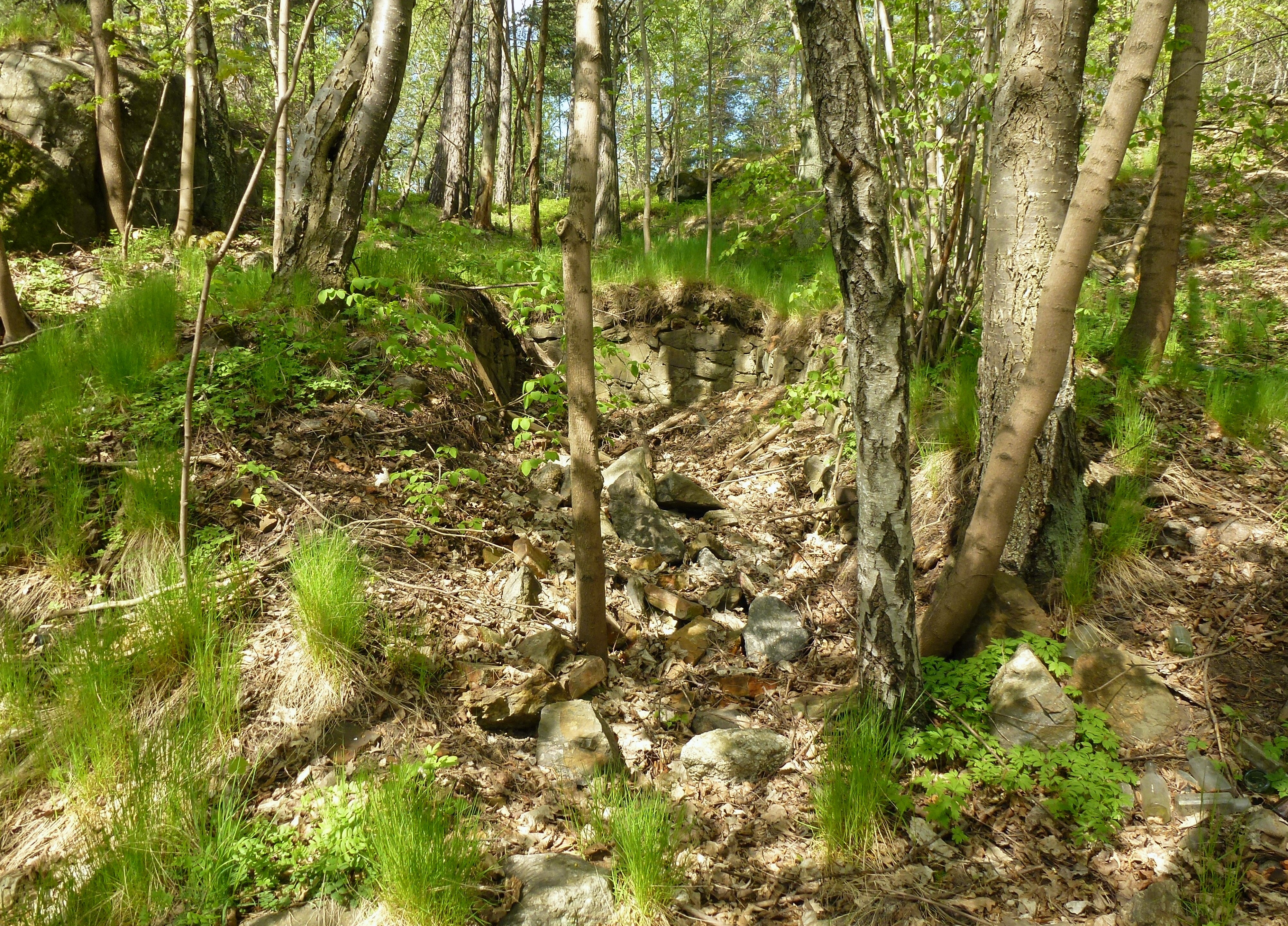
Torpets rasade jordkällare
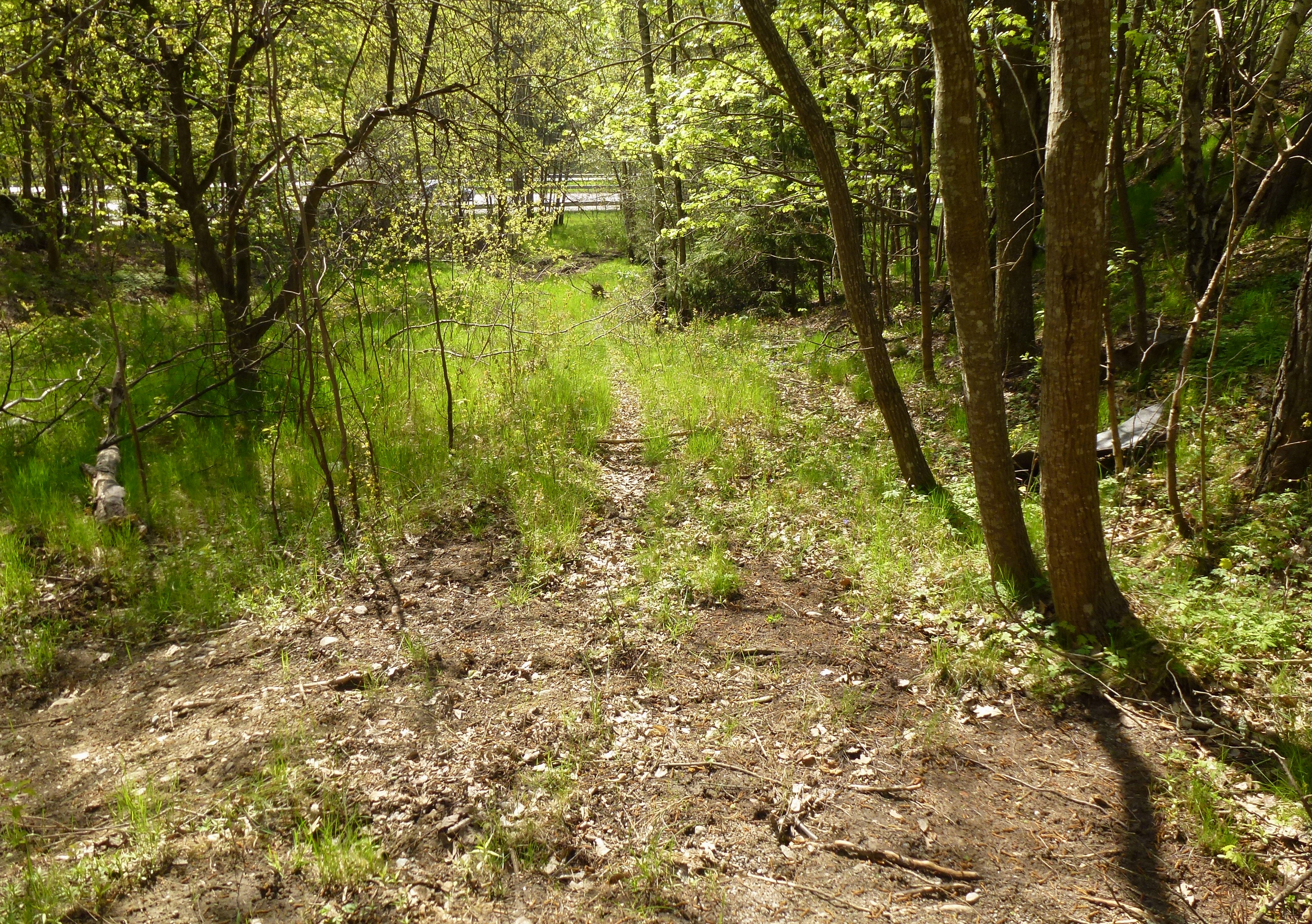
Rester av infartsvägen I bakgrunden syns Södertäljevägen
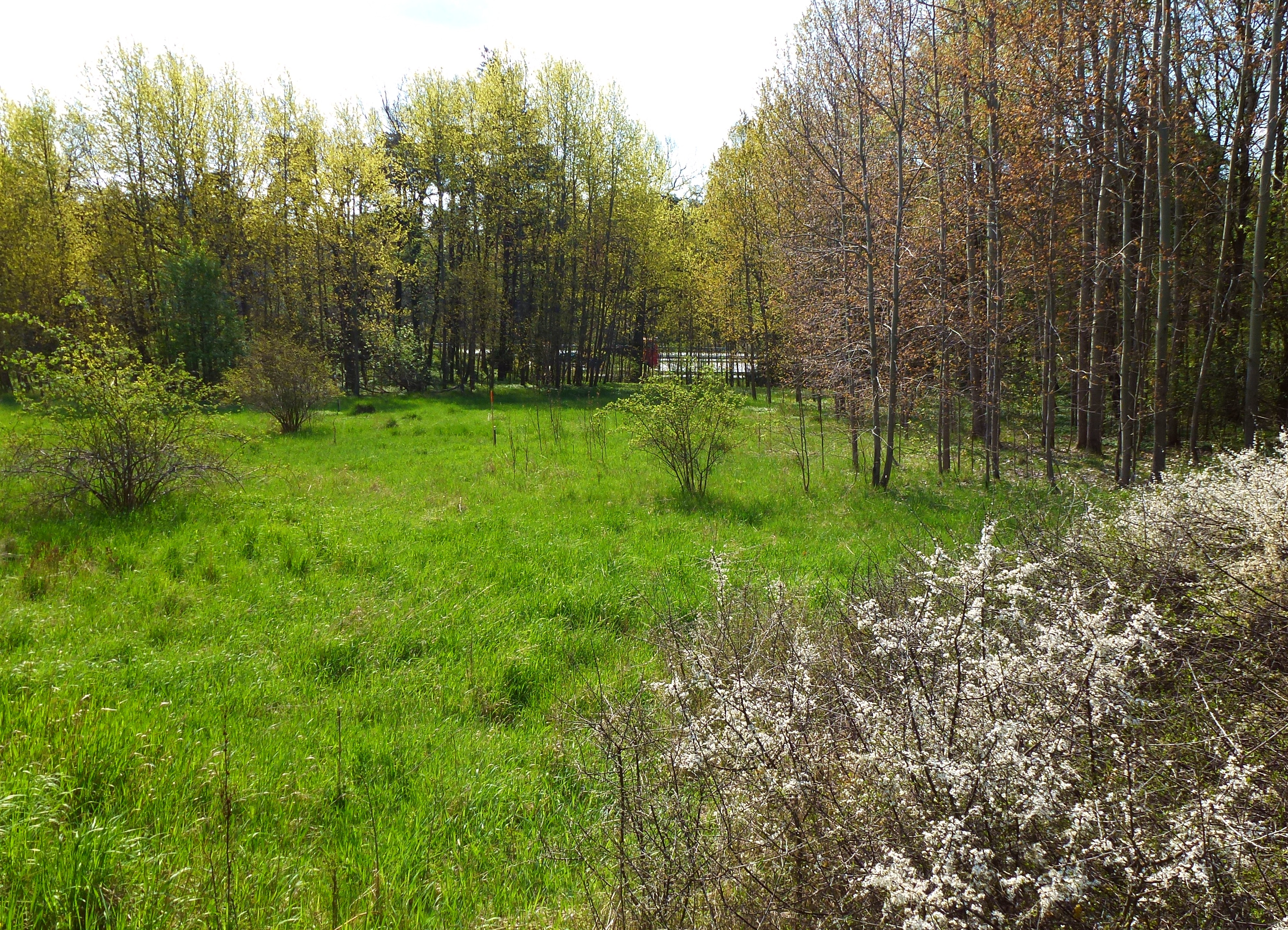
Ängen öster om torpet I bakgrunden syns Södertäljevägen